# 유애 (고곽절후)
유애(劉壒, ? ~ ?)는 전한 후기의 제후로, 하간헌왕의 아들이다.

## 생애
지절 2년(기원전 68년), 고곽후(高郭侯)에 봉해졌다.
시호를 절이라 하였고, 작위는 아들 유구장이 이었다.

## 출전
- 반고, 《한서》 권15상 왕자후표 上

| 선대 (첫 봉건) | 전한의 고곽후 기원전 68년 4월 계묘일 ~ ? | 후대 아들 고곽효후 유구장 |